# حداقل شمار افراد
در رشته‌هایی مانند انسان‌شناسی قانونی، باستان‌زیست‌شناسی، دیرین‌شناسی و باستان‌جانورشناسی، حداقل شمار افراد (کمینه شمار افراد، Minimum number of individuals) یا MNI، به کمترین تعدادِ ممکن از افراد یا حیوانات در یک مجموعهٔ اسکلتی اطلاق می‌شود. این مفهوم برای تعیین و تخمینِ شمار افراد یا حیوانات در یک خوشه استخوان به کار می‌رود.
اصلِ حداقل شمار افراد در سال ۱۹۵۳ توسط «تی ای وایت» قوم‌شناس آمریکایِ شمالی‌ای تعریف شد.
اصل MNI باعث می‌شود شمارشِ انسان‌ها و جانورانِ احتمالی در یک سایت باستان‌شناسی را با عنوان «فَرد» به خسیسانه‌ترین شکل ممکن انجام شود یعنی کمترین شمار افرادی که می‌توانسته‌اند در آن سایت باشند تخمین زده می‌شود.
در حالی که فرمول‌هایی هم برای تعیین MNI وجود دارند، این مفهوم اساساً یک بازی منطقی است: اگر دو استخوان رانِ چپ و راست در سایت وجود داشته باشد، MNI=۱ است. اگر دو استخوانِ رانِ چپ وجود داشت، MNI=۲ خواهد بود. اگر سه نمونه از استخوان بازویِ راست وجود داشته باشد، بدیهی است که حداقل سه فرد وجود داشته است. اگر از قضا هر سه مذکر باشند و یک جمجمهٔ واضحاً ماده وجود داشته باشد، آنگاه یک جمجمه دیگر به MNI برابر با چهار می‌شود و الی آخر.
یک MNI سه‌نفره شاید دسته‌جمعی‌بودنِ یک گور را زیر سوال ببرد حتی اگر بیش از سه نفر داشته باشد. با این حال، MNI برابر ۱۰، می تواند یک پروندهٔ حقوقی را تقویت کند یا زمینهٔ اضافی برای کاوش‌های باستان‌شناختی را فراهم سازد.
افزون بر مخفف «MNI» اغلب «AFO» به کار می‌رود که مخفف «اشیاءِ مرتبط با تشییع» (associated funerary objects) است.
برای اطلاعات بیشتر در مورد کاربردهای تعیین MNI، به باستان‌زیست‌شناسی، انسان‌شناسی قانونی، استخوان‌شناسی یا باستان‌جانورشناسی مراجعه کنید.